# MOX-Brennelement

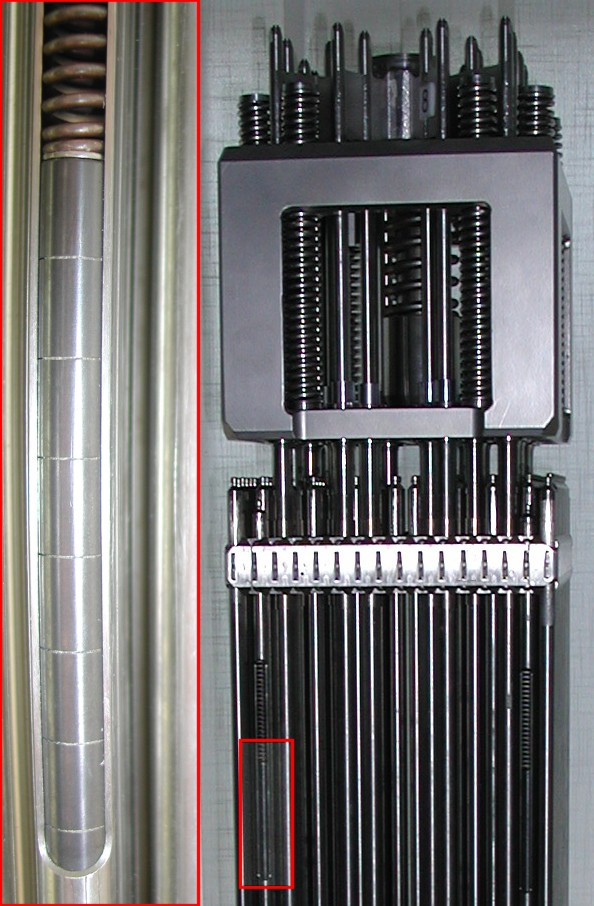
Kopfbereich eines DWR-Brennelementes. Ausschnitt links: Uran-Tabletten (Pellets) in den Brennstäben.

Als Mischoxid-Brennelemente, kurz: MOX-Brennelemente (MOX = Mischoxid, wie (Pu, U)Ox), werden in der Kerntechnik Brennelemente bezeichnet, die – im Gegensatz zu Brennelementen aus reinem Urandioxid – ein weiteres Oxid enthalten. Meist handelt es sich dabei um Plutoniumdioxid, seltener um Thoriumdioxid. Im Folgenden wird nur Uran-Plutonium-Mischoxid behandelt. Auch Mischungen aus Plutoniumoxid und Thoriumoxid ohne Uran werden als „MOX“ bezeichnet und in kleinerem Umfang in Reaktoren eingesetzt.

## Hintergrund

### Entstehung von Plutonium
Plutonium entsteht unvermeidlich in jedem mit Uranbrennstoff betriebenen Kernreaktor. Werden die abgebrannten Brennelemente wiederaufgearbeitet, was in Deutschland anfangs verboten und zwischenzeitlich in begrenzter Menge möglich war (siehe Atomwaffensperrvertrag), wird Plutonium üblicherweise speziell wegen seiner stärkeren Radioaktivität und seiner hohen biologischen Gefährlichkeit sowie aus einigen weiteren Gründen abgetrennt.
Es gibt auf der Welt einen Überschuss an Plutonium, seit die beiden Supermächte sich auf eine massive nukleare Abrüstung geeinigt haben (siehe unten). Beispielsweise hat das Vereinigte Königreich aus der Zeit der Magnox-Reaktoren, die auf die Erzeugung von Plutonium und Strom ausgelegt waren, nennenswerte Plutonium-Vorräte erzeugt.

### Verwendung von MOX
Plutonium kann in Form von MOX-Brennstoff in Kernreaktoren eingesetzt und dort zur Energieerzeugung genutzt werden. Bei Leichtwasserreaktoren ist dies eine Option, bei schnellen Brutreaktoren eine Notwendigkeit, denn die dort benötigte hohe Neutronenausbeute der Kernspaltung wird nur mit einem genügend hohen Plutonium-239-Anteil im Brennstoff (und Spaltung durch schnelle, nichtmoderierte Neutronen) erreicht. Schnelle Brutreaktoren können auch mit hoch angereicherten Uran betrieben werden, in dem der Anteil an 235U statt bei ~3–5 % (wie in Leichtwasserreaktoren) bzw. 0,72 % (wie in Natururanreaktoren) bei teilweise 80–90 % ist, jedoch ist dies aufgrund der hohen Kosten derartig hoher Urananreicherung weniger wirtschaftlich als die Verwendung von Plutonium. Im thermischen Neutronenspektrum ist eine Brutzahl >1 nur bei Verwendung von Thorium möglich. Da 232Th jedoch selbst keine Kettenreaktion aufrechterhalten kann, ist es notwendig, Mischbrennstoff mit einem entsprechenden Gehalt an 235U, 239Pu oder 233U zu verwenden, oder für den Betrieb als subkritischer Reaktor eine externe Neutronenquelle zu verwenden. 235U kann dabei aus natürlichem Uran gewonnen werden, während 239Pu (aus 238U) bzw. 233U (aus 232Th) „erbrütet“ und mithin aus abgebrannten Brennstoff anderer Reaktoren extrahiert werden müssen.

### Chemische Form
Während Uran aufgrund des hohen Schmelzpunktes (1132,2 °C) auch als metallischer Brennstoff in Betracht kommt, ist bei nennenswerten Plutoniumgehalten die Verwendung eines Oxids ratsam, da Plutonium bereits bei 639,4 °C schmilzt. Darüber hinaus ist Plutonium bei hinreichend großer Oberfläche leicht entzündlich was ein weiteres Argument für eine Urandioxid/Plutoniumdioxid-Oxidkeramik als chemische Form des Brennstoffs ist. Nichtsdestotrotz wurde in der Vergangenheit auch mit metallischen Brennstoffen mit signifikanten Plutoniumgehalten experimentiert, so beim Integral Fast Reactor, welcher mit „Pyroprocessing“ eine neuartige Form der Wiederaufarbeitung verwendete, die nur mit metallischen Ausgangsmaterialien funktioniert. Metallischer Brennstoff enthält üblicherweise zusätzlich zu den eigentlichen spaltbaren Materialien Legierungsmetalle, welche den Schmelzpunkt des Brennelements heraufsetzen und günstige Neutronenphysikalische Eigenschaften haben. Erprobt wurden zum Beispiel Zr-U-Pu-Legierungen. Bei den Eigenschaften entsprechender Legierungen müssen sowohl makroskopisch-physikalische wie auch neutronenphysikalische Eigenschaften berücksichtigt werden.

### Verwendung global und in Deutschland
MOX-Brennelemente kamen 2011 in 21 französischen, in 10 der damals 17 deutschen Kernreaktoren und in Japan zum Einsatz. Insgesamt enthielten im Jahr 2017 rund 30 thermische Reaktoren in Europa (Belgien, Schweiz, Deutschland und Frankreich) MOX und insgesamt 40 erhielten die Erlaubnis dazu. Eine Wiederaufarbeitung von Kernbrennstoffen zur Herstellung von MOX erfolgt in Europa ausschließlich in Frankreich, in einem geringeren Ausmaß in Russland und Japan. In China gibt es Planungen für schnelle Brüter und Wiederaufarbeitungsanlagen. Die USA betreiben – mit Unterbrechungen aufgrund einer möglichen Verwendung des Plutoniums in Nuklearwaffen – seit längerem entsprechende Wiederaufbereitungsanlagen. In Russland wurde in jüngerer Zeit Remix Fuel entwickelt, welcher im Gegensatz zu „westlichem“ MOX weniger Plutonium enthält und sich daher für die Verwendung in ursprünglich nicht auf MOX ausgelegten Reaktoren eignet.

### Fukushima
Reaktor 3 des Kernkraftwerk Fukushima I enthielt seit August 2010 auch MOX-Brennelemente. Zum Zeitpunkt der Havarie bestanden 32 der insgesamt 548 Brennelemente aus MOX-Brennstoff.

## Auswirkungen auf die Reaktor-Betriebssicherheit
Der Einsatz von MOX in Leichtwasserreaktoren bewirkt eine leichte Erhöhung des Strahlenschadens, dem der Reaktordruckbehälter ausgesetzt ist. Der Strahlenschaden wird durch den „schnellen“ Anteil des Neutronenflusses verursacht. Dieser Anteil ist bei der Spaltung von Plutonium höher als bei Uran. Die Berechnung des Neutronenspektrums in einem vollständig mit MOX beladenen Westinghouse-Druckwasserreaktor ergab einen gegenüber reinem Uranoxid-Brennstoff um 12 % höheren schnellen Fluss; bei der üblichen Beimischung von 30 % MOX-Brennelementen entspricht dies einer Erhöhung um 4 %.
Eine weitere Auswirkung kommt vom geringeren Anteil der verzögerten Neutronen bei Plutonium-239 gegenüber Uran-235. Dadurch wird der Abstand zwischen den Zuständen verzögert kritisch und prompt kritisch etwas kleiner und erfordert eine entsprechend feine Reaktorsteuerung.
Während „frischer“ Uranbrennstoff kaum radioaktive Strahlung emittiert und im Prinzip sogar mit Händen gehalten werden kann, ohne größere Schäden am Personal auszulösen, ist die Strahlendosis von MOX-Brennstoff höher. Dies liegt zum einen am zwar geringen, aber nicht vollständig vernachlässigbaren Gehalt an minoren Actinoiden und Spaltprodukten, zum anderen enthält MOX-Brennstoff üblicherweise 241Pu. Dieses Isotop ist spaltbar, zerfällt jedoch mit etwa 14 Jahren Halbwertszeit zu nicht spaltbarem Americium-241. Um eine möglichst hohe Ausbeute an Energie zu erhalten, wird daher der abgebrannte Brennstoff möglichst früh wiederaufgearbeitet, damit möglichst wenig 241Pu zerfallen ist. Negative Konsequenz davon sind höhere Strahlendosen – und daraus folgend größere notwendige Abschirmung – in allen Verfahrensschritten bis zur Beladung des Reaktors mit MOX-Brennelementen.

## Herstellung
Das Herstellungsverfahren von MOX-Brennelementen ähnelt dem von Urandioxid-Brennelementen. Plutonium ist wegen der stärkeren Radioaktivität und seiner Neigung zur Aerosolbildung ein viel gefährlicherer Arbeitsstoff als Uran. Deshalb sind deutlich größere Sicherheitsvorkehrungen zu treffen. Die Verarbeitung erfolgt in abgeschirmten, luftdichten Umschließungen (Handschuhkastentechnik) und ist weitgehend automatisiert. Die Zumischung an Plutonium liegt bei 7–11 %, im Durchschnitt bei 9,5 %. Wird waffenfähiges Plutonium (≥ 90 % Pu-239) verwendet, ist nur noch eine Zumischung von 5 % erforderlich.
Auch bei Verwendung von MOX entsteht aus dem enthaltenen 238U wiederum spaltbares Plutonium. Jedoch wird gleichzeitig durch Neutroneneinfang bei dem keine Spaltung erfolgt aus spaltbarem 239Pu nicht spaltbares 240Pu und aus spaltbarem 241Pu nicht spaltbares 242Pu. Dadurch ist das Plutonium in „abgebrannten“ MOX-Brennelementen von deutlich niedrigerer Qualität als jenes, welches aus Uranbrennstoff, oder stillgelegten Kernwaffen gewonnen werden kann, und daher für Wiederaufarbeitung uninteressant. Aus diesem Grund wird „verbrauchter“ MOX-Brennstoff so gut wie nie einer Wiederaufarbeitung zugeführt. Plutonium-Thorium MOX hat hierbei zweifelsohne Vorteile, da keine neuen Transurane aus Thorium gebildet werden und der größte Teil des Plutoniums gespalten wird, ohne dass neues entsteht. Aus dem 232Th, welches Neutronen einfängt, entsteht 233U, welches wiederum als Brennstoff nutzbar ist. Bei einer etwaigen Wiederaufarbeitung abgebrannten Pu-Th-Mox kann durch verhältnismäßig einfache chemische Trennverfahren Uran und Thorium zurückgewonnen werden, ohne dass eine Isotopentrennung nötig wäre.
Abgebrannter MOX-Brennstoff hat üblicherweise einen geringeren Gehalt an Neptunium als Uran-Brennstoff, da 237Np üblicherweise durch Neutroneneinfang in 236U gefolgt von Betazerfall entsteht, und in MOX quasi kein 236U bzw. 235U vorhanden ist. Eine gewisse Menge 237Np wird jedoch durch (n,2n) Reaktionen in 238U gebildet. Alle anderen minoren Actinoide sind jedoch in größeren Mengen vorhanden, da deren Ausgangspunkt immer Neutroneneinfang in schweren Plutonium-Isotopen ist. So enthält abgebrannter MOX-Brennstoff üblicherweise mehr Americium und Curium als abgebrannter Brennstoff, der vor dem Abbrand kein Plutonium enthielt.

## Hersteller (Beispiele)

### Aktive Anlagen oder in Planung
- In Frankreich die Anlage Melox in der Nuklearanlage Marcoule
- In Russland, verschiedene Fabriken und Anlagen heute im Portfolio von TWEL des Konzerns Rosatom; neue Fabriken befinden sich im Bau für den neuen, schnellen Reaktors BN-800[12] (Kernkraftwerk Belojarsk) oder den BREST/ODEK-Reaktor[13]. Das Plutonium(dioxid) entstammt z. B. von der Wiederaufarbeitungsanlage PA Mayak
- In Japan arbeitet im Jahr 2017 das Unternehmen Japan Nuclear Fuel Limited an der Fertigstellung einer Anlage namens J-MOX, die Fertigstellung ist für 2027 geplant.[14][15][16] Kleine Anlagen arbeiten in der Nähe des Kernkraftwerk Tōkai (120 km nordöstlich von Tokio).

### Ehemalige Anlagen
- in Belgien die Franco Belge de Fabrication de Combustible bei Dessel (eine Tochterfirma von Areva NP)
- in Großbritannien der Sellafield MOX Plant in der Nuklearanlage Sellafield
- in Deutschland, siehe MOX-Herstellung in Deutschland

### MOX-Herstellung in Deutschland
Auch in Deutschland wurden MOX-Brennelemente bis (ca. 1990) hergestellt. Die Tochter der Siemens AG, die ALKEM GmbH, in Hessen, Hanau Wolfgang war der Hersteller. Dabei kamen folgende Verfahren zum Einsatz:
- Oxalat-Verfahren
- A(U/Pu)C-Verfahren (Amonium-Uranyl-Plutonyl-Carbonat)

Ziel des Unternehmens war mit dem A(U/Pu)C-Verfahren einen sogenannten „löslichen“ Mischoxid-Brennstoff herzustellen. Das heißt, dass die Mischoxid-Pellets nach dem Aufenthalt im Kernreaktor, bei der nachfolgenden Wiederaufarbeitung, vollständig löslich sind. Bei anderen Herstellungsverfahren entsteht immer ein unlöslicher Rückstand, der noch Spaltstoff beinhaltet. Das steht der Zielsetzung eines „Geschlossenen Brennstoffkreislaufs“ im Wege. Das Projekt wurde unter dem internen Namen: „Löslicher Brennstoff“ geführt.

## MOX-Länderchronologie

### Deutschland
1991 verbot das Hessische Umweltministerium unter Joschka Fischer die Fertigung in Hanau-Wolfgang. Anfang 1992 warnte ein Gutachten der Gesellschaft für Reaktorsicherheit (Köln) vor den Gefahren von MOX-Elementen und bestätigte damit Warnungen des Öko-Instituts (Darmstadt).
1995 stellte Siemens den Neubau einer größeren Anlage ein.
In den Jahren 2000 bis 2008 wurden in insgesamt neun (der damals 17) deutschen Kernkraftwerken Mischoxid-Brennelemente aus der Wiederaufarbeitung zusammen mit herkömmlichen Uran-Brennelementen eingesetzt. Die Brennelemente verbleiben im Durchschnitt für vier Jahre im Reaktorkern. Bislang (Stand Februar 2011) fanden aus französischen Wiederaufarbeitungsanlagen 51 Rücktransporte von MOX-Brennelementen nach Deutschland statt. Ein Antrag für den Transport von 16 MOX-Brennelementen über den Seeweg aus dem britischen Sellafield ins Kernkraftwerk Grohnde wurde seitens E.ON im Februar 2011 zurückgezogen, aber im September und November 2012 umgesetzt.
Im Rahmen der Revisionen 2009 (?) und April 2012 wurden in Grohnde keine MOX-Brennelemente eingesetzt.
Die deutschen Kernkraftwerksbetreiber haben für den Zeitraum 2009 bis 2016 die Fertigung und Lieferung von 170 t Mischoxid, das entspricht etwa 648 Brennelementen, mit den britischen und französischen Wiederaufarbeitungsanlagen vereinbart. Im März 2012 genehmigte das Bundesamt für Strahlenschutz (BfS) einen Transport von MOX-Brennelementen vom britischen Sellafield MOX Plant zum AKW Grohnde.
Laut Betreiber E.ON sollen bei der Revision im April 2012 die Mischoxid-Brennelemente aber noch nicht zum Einsatz kommen.Am Morgen des 24. September 2012 erreichten acht Brennelemente aus Sellafield das KKW Grohnde.
|                  |           | Zuladung an MOX-Brennelementen in t pro Jahr (Planungsstand 2010) | Zuladung an MOX-Brennelementen in t pro Jahr (Planungsstand 2010) | Zuladung an MOX-Brennelementen in t pro Jahr (Planungsstand 2010) | Zuladung an MOX-Brennelementen in t pro Jahr (Planungsstand 2010) | Zuladung an MOX-Brennelementen in t pro Jahr (Planungsstand 2010) | Zuladung an MOX-Brennelementen in t pro Jahr (Planungsstand 2010) | Zuladung an MOX-Brennelementen in t pro Jahr (Planungsstand 2010) | Zuladung an MOX-Brennelementen in t pro Jahr (Planungsstand 2010) | Zuladung an MOX-Brennelementen in t pro Jahr (Planungsstand 2010) |
| Kernkraftwerk    | Betreiber | 2000                                                              | 2001                                                              | 2002                                                              | 2003                                                              | 2004                                                              | 2005                                                              | 2006                                                              | 2007                                                              | 2008                                                              |
| ---------------- | --------- | ----------------------------------------------------------------- | ----------------------------------------------------------------- | ----------------------------------------------------------------- | ----------------------------------------------------------------- | ----------------------------------------------------------------- | ----------------------------------------------------------------- | ----------------------------------------------------------------- | ----------------------------------------------------------------- | ----------------------------------------------------------------- |
| Emsland          | RWE       | –                                                                 | –                                                                 | –                                                                 | –                                                                 | 6,5                                                               | 6,5                                                               | 6,5                                                               | 6,5                                                               | 6,5                                                               |
| Brokdorf         | E.ON      | 8,5                                                               | 8,5                                                               | 8,5                                                               | 8,5                                                               | 4,2                                                               | 8,5                                                               | –                                                                 | 8,5                                                               | 8,5                                                               |
| Unterweser       | E.ON      | 8,5                                                               | 8,5                                                               | 8,5                                                               | 2,1                                                               | 12,7                                                              | 2,1                                                               | 6,4                                                               | –                                                                 | –                                                                 |
| Grohnde          | E.ON      | 6,4                                                               | 8,5                                                               | 8,5                                                               | 8,5                                                               | 8,5                                                               | –                                                                 | –                                                                 | –                                                                 | –                                                                 |
| Philippsburg 2   | EnBW      | –                                                                 | –                                                                 | 8,5                                                               | 10,6                                                              | 8,5                                                               | 10,6                                                              | 8,5                                                               | –                                                                 | –                                                                 |
| Neckarwestheim 2 | EnBW      | 8,6                                                               | 4,3                                                               | 4,3                                                               | 6,4                                                               | –                                                                 | –                                                                 | –                                                                 | –                                                                 | –                                                                 |
| Gundremmingen    | RWE       | 11,8                                                              | 14,6                                                              | 19,2                                                              | 19,5                                                              | 16,7                                                              | 18,1                                                              | 16,7                                                              | –                                                                 | 10,4                                                              |
| Isar 2           | E.ON      | –                                                                 | 17,1                                                              | 17,1                                                              | 8,6                                                               | –                                                                 | 6,4                                                               | 6,4                                                               | 6,4                                                               | 6,4                                                               |
| Grafenrheinfeld  | E.ON      | –                                                                 | 8,5                                                               | 8,5                                                               | 8,5                                                               | 8,5                                                               | 8,5                                                               | 6,4                                                               | 6,4                                                               |                                                                   |

Zur Tabelle: Die Kernkraftwerke Unterweser und Grafenrheinfeld wurden mittlerweile im Rahmen des deutschen Atomausstiegs stillgelegt.
Aus der 'Länderumfrage zur Entsorgung abgebrannter Brennelemente aus den Kernkraftwerken in der Bundesrepublik Deutschland' zum Stand 31. Dezember 2010 teilte die Bundesregierung die Vertragsmengen für die Fertigung von MOX-Brennelementen mit, die von den Betreibern zu diesem Zeitpunkt abgeschlossen waren (Pufiss = spaltbares Plutonium-239 und -241):
- Neckarwestheim, Block 2: 28 Brennelemente, ab 2016, 660 kg Pufiss
- Isar, Block 2: 48 Brennelemente, 2011–2014, 1176 kg Pufiss
- Gundremmingen, Blöcke B und C: 112 Brennelemente, 2018, 865 kg Pufiss
- Grohnde: 16 Brennelemente, 2012, 264 kg Pufiss
- Emsland: 12 Brennelemente, 2011, 298 kg Pufiss sowie 28 Brennelemente 2017–2019, 693 kg Pufiss
- Brokdorf: 36 Brennelemente, 2013–2015, 750 kg Pufiss
- Summe: 4.706 kg Pufiss

In der gleichen Antwort teilte die Bundesregierung auch mit, wie viele MOX-Brennelemente von 2001 bis zum 5. August 2011 nach Deutschland importiert wurden.

### Großbritannien
Im August 2011, wenige Monate nach dem Beginn der Nuklearkatastrophe von Fukushima, gab die britische Atomaufsichts-Behörde (ONR) bekannt, dass die Sellafield MOX Plant 2011 stillgelegt werden würde. Seit der Katastrophe in Fukushima habe sich die Marktsituation verändert, weil die künftige Nachfrage aus Japan unsicher sei. Außerdem sollten die Kosten für die britischen Steuerzahler – bisher 1,4 Milliarden Euro – minimiert werden.

### Japan
Der weltweit erste Einsatz von MOX-Brennelementen erfolgte in einem japanischen Prototyp, und zwar im Kernkraftwerk Fugen seit März 1978. Im Jahre 1995 beschloss die Regierung, keine Reaktoren dieses Typs mehr zu bauen, da die Kosten im Vergleich zu Leichtwasserreaktoren zu hoch waren. Im März 2003 wurde dieser Reaktor stillgelegt.
Im November 2009 wurden zum ersten Mal in Japan MOX-Elemente in einem kommerziellen Kernkraftwerk eingesetzt, nämlich im Reaktor 3 des Kernkraftwerk Genkai. „Endlich haben wir diesen Punkt erreicht“, äußerte Shojiro Matsuura, Präsident der Nuclear Safety Commission of Japan.
Davor hatten zahlreiche Pannen, Unfälle und Erdbebenschäden das Misstrauen gegenüber der Atomindustrie vergrößert und den ersten MOX-Einsatz um viele Jahre verzögert.
Am 8. März 2010 begann Reaktor 3 des Kernkraftwerk Ikata (Präfektur Ehime), zusammen mit Reaktor 3 des Kernkraftwerk Fukushima I, die Stromerzeugung mit MOX-Brennelementen. Letzterer erhielt im August 2010 32 MOX-Brennelemente (von insgesamt 548 Brennelementen).
Bei der Nuklearkatastrophe von Fukushima kam es im März 2011 zu Kernschmelzen in den Reaktorblöcken 1, 2 und 3 der Anlage, sowie zu einer Explosion im Reaktorgebäude von Block 3. Bei diesem Vorfall wurde auch Plutonium freigesetzt.
Vor dem Unglück war geplant, MOX-Elemente bis 2015 landesweit in 16 bis 18 Kernreaktoren einzusetzen. Als Nächstes wollten die Stromversorger Shikoku Denryoku und Chūbu Denryoku MOX benutzen.

### Russland
„Belojarsk-4 war im Oktober 2016 mit einem Hybridkern aus experimentellen MOX-Brennelementen und Uranbrennstoff in Betrieb genommen worden. Im Januar 2020 wurden die ersten 18 MOX-Brennelemente aus Serienproduktion in den Reaktorkern von Belojarsk-4 eingesetzt. Der verbliebene Brennstoff auf Uranbasis wurde nach und nach ersetzt. Laut der russischen Kernbrennstoffherstellerin Tvel JSC wird Belojarsk-4 nun vollständig mit MOX-Brennstoff betrieben. «Die vollständige Umstellung von BN-800 auf MOX-Brennstoff ist ein lang erwarteter Meilenstein für die Nuklearindustrie»“.

### Schweiz
In der Schweiz wird MOX seit 1978 im Kernkraftwerk Beznau und seit 1997 im Kernkraftwerk Gösgen eingesetzt. Im KKG wird aber seit einiger Zeit kein MOX-Brennstoff mehr eingesetzt, weil die Vertragsmenge verbraucht ist.

### Vereinigte Staaten
Die Vereinigten Staaten bauten für 4,86 Milliarden US-Dollar eine neue MOX-Anlage am Savannah River in South Carolina. Die Produktion sollte zwischen 2016 und 2018 beginnen und 43 Tonnen Plutonium aus dem Atomwaffenarsenal verwerten. Obwohl die Tennessee Valley Authority (TVA) und Duke Energy Interesse an der Nutzung von MOX-Brennelementen aus der Umwandlung von Waffenplutonium haben, erklärte TVA im April 2011, dass sie bis zu einer Entscheidung abwarten wolle, welche Erkenntnisse es zu dem Zusammenhang zwischen dem Einsatz von MOX-Brennstoff und dem Reaktorunfall von Fukushima Daiichi gebe.
Im Mai 2018 teilte der Energieminister Rick Perry dem Kongress mit, dass er das zu rund 70 % abgeschlossene Projekt (Savannah River Site) definitiv beendet habe. Perry erklärte, dass die Kosten für einen verdünnten und entsorgten Ansatz für das Plutonium weniger als die Hälfte der verbleibenden Lebenszykluskosten des MOX-Anlagenprogramms betragen werden.

## Nicht-Proliferation
Für Atommächte, die Kernwaffen mit Plutonium besitzen und sie vernichten wollen, ist das Herstellen von MOX-Elementen eine Möglichkeit, das Plutonium mit seiner langen Halbwertszeit zu entsorgen. Die einzigen Möglichkeiten, Plutonium zu entsorgen, sind die Vermischung mit atomaren Abfällen mit anschließender Endlagerung oder die Umarbeitung in MOX-Brennstoff, was den Plutonium-Anteil bei der Endlagerung reduziert, dafür aber den Anteil anderer langlebiger Alpha-Strahler diesbezüglich erhöht.

### Plutonium Management and Disposition Agreement
Die USA und Russland einigten sich 2010 im Plutonium Management and Disposition Agreement (PMDA) darauf, ihre Bestände an Waffenplutonium um je 34 Tonnen zu verringern. Diese Menge ist für den Bau von bis zu 17.000 Bomben ausreichend. Das Protokoll wurde im April 2010 durch die Außenminister Hillary Clinton und Sergei Lawrow in Washington unterzeichnet; der Vertrag wurde am 20. Mai 2011 von Russland ratifiziert. Die 2010 geschätzten Kosten würden 2,5 Milliarden Dollar betragen; davon übernehmen die USA 400 Mio. Dollar und andere G-8-Staaten weitere Millionen.
Aus Kostengründen plant die US-amerikanische Seite, das eigene Plutonium nicht wie vereinbart in MOX-Brennelemente umzuwandeln, sondern mit nicht-radioaktivem Material zu verdünnen. Die Verdünnung kann jedoch (mit großem Aufwand) rückgängig gemacht werden. Am 3. Oktober 2016 ordnete der russische Präsident Putin an, das Abkommen zu suspendieren, da die US-amerikanische Seite ihren Verpflichtungen nicht nachgekommen sei.